# Vilarinho de São Romão
Vilarinho de São Romão es una freguesia portuguesa del concelho de Sabrosa, con 6,27 km² de superficie y 361 habitantes (2001). Su densidad de población es de 57,6 hab/km².